# Wiktor Teodor Nowotka
Wiktor Teodor Nowotka (ur. 1948) – artysta fotograf. Absolwent Szkoły Głównej Gospodarstwa Wiejskiego w Warszawie.
Fotografował od czasu studiów, w 1977 r. rozpoczął realizację cyklu „Fenomeny”. Od 1982 roku członek Warszawskiego Towarzystwa Fotograficznego. W 1983 r. zadebiutował w Dorocznej Wystawie Warszawskiego Towarzystwa Fotograficznego. W latach 1987 – 2005 kontynuował realizację cyklu „Pinhole Camera 03 / 180”. W 1986 r. rozpoczął współpracę z Jerzym Olkiem, uczestniczył w Warsztatach Gierałtowskich. Od 1991 roku członek Związku Polskich Artystów Fotografików. Od 1999 r. współorganizator Wyższego Studium Fotografii ZPAF. Wiceprezes Zarządu Głównego ZPAF, wiceprezes Oddziału Warszawskiego ZPAF. Wykładowca w Studium Fotografii ZPAF oraz w Akademii Fotografii w Warszawie.
Jego fotografie znajdują się w zbiorach Galerii „ef ”, Galerii „Vrais Reves” – Lyon, Francja oraz w kolekcji Małej Galerii – Centrum Sztuki Współczesnej Zamek Ujazdowski w Warszawie.
Jako jeden z pierwszych wykorzystał właściwości fotografii otworkowej, stosując tę technikę konsekwentnie praktycznie przez cały okres swojej twórczości.

## Nagrody[2]
- srebrny medal WTF za wystawę: Warszawskie Podwórka,
- brązowa i srebrna Odznaka Honorowa FASFwP za twórczość fotograficzną,
- Medal 150-lecia Fotografii za twórczość fotograficzną.

## Wybrane wystawy[5]
- 1983 – Doroczna Wystawa WTF (wystawa zbiorowa), Galeria WTF, Warszawa
- 1987 – "Fenomeny”, Galeria WTF, Warszawa
- 1988 – „Podróż”, Galeria WTF, Warszawa
- 1989 – „W krzakach i gdzie indziej”, (z Wiktorem Urbankiem) Galeria WTF, Warszawa
- 1990 – „Pinhole”, (z W. Urbankiem), Galeria Foton, Warszawa
- 1991 – „Dotyk światła”, Mała Galeria CSW-ZPAF, Warszawa
- 1993 – „Krajobraz z rowerem w pierwszym planie”, Dom Holenderski, Warszawa
- 1993 – „Autoportret fotograficzny przy muzyce Donizettiego” Galeria Foto-Medium-Art, Wrocław
- 1993 – „Skjulte Dimensioner” (we współpracy z Jerzym Olkiem) Museet for Fotokunst, Odensee, Kopenhaga, Dania
- 1994 – „Ikonopress” BWA Szczecin
- 1994 – „Modernia valokuvataidett Puolasta" (we współpracy z Markiem Grygielem) Valkeokoski, Finlandia
- 1995 – „Realites Illusoires” (we współpracy z Jerzym Olkiem) Vrais Reves, Lyon, Arles, Francja
- 1999 – „Vztahy” Dom Fotografie, Poprad, Słowacja
- 1995 – „Przez otwór” – Galeria Foto-Medium-Art – Wrocław
- 2000 – „Łazienka” – Galeria Arsenał, Poznań, BWA Bydgoszcz
- 2000 – „Oswojenie II” – Mała Galeria CSW/ZPAF, Warszawa[6]
- 2003 – „Broń Norblin” – Galeria Zaoczna – Warszawa
- 2002 – „Komplex – Symplexu” (we współpracy z Jerzym Olkiem) Vrais Reves, Lyon oraz Arles, Francja
- 2005 – „Wiktorowi” Mała Galeria ZPAF-CSW, Warszawa[5]
- 2007 – „Czas zapamiętany” Centrum Sztuki Współczesnej Zamek Ujazdowski, Warszawa
- 2009 – „Dwa cmentarze” (we współpracy z Krzysztofem P. Wojciechowskim) Galeria Fundacji Atelier, Warszawa
- 2011 – "Mój przyjacielu" Galeria 2b + r, Warszawa[7]